# Utwardzanie wydzieleniowe
Utwardzanie wydzieleniowe  lub umocnienie wydzieleniowe (błędnie nazywane też umocnieniem/utwardzeniem dyspersyjnym) – metoda obróbki cieplnej metali prowadząca do zwiększenia wytrzymałości mechanicznej oraz granicy plastyczności materiałów ciągliwych, w tym większości stopów konstrukcyjnych aluminium, magnezu, niklu, tytanu, niektórych stali oraz stali nierdzewnych. Dla specjalnych stali nierdzewnych utwardzanych wydzieleniowo można uzyskać odporność na korozję i wytrzymałość mechaniczną wymaganą w szczególnych warunkach. Wzmocnienie/umocnienie jest efektem wydzielenia nadmiaru rozpuszczonego składnika z przesyconego roztworu stałego, w formie innych faz metastabilnych oraz stabilnych. W temperaturze niższej prowadzi to w efekcie do zmiany struktury i właściwości stopu. Różne fazy powodują różne efekty umocnienia, dlatego też dzięki obróbce cieplnej możemy zmieniać własności stopów umacnianych wydzieleniowo w szerokim zakresie.
W przypadku nadstopów powoduje swego rodzaju anomalię granicy plastyczności (granica plastyczności wzrasta wraz z temperaturą), prowadzi to do wysokiej wytrzymałości w podwyższonych temperaturach.

## Warunki stosowania
Utwardzanie wydzieleniowe jest możliwe tylko dla stopów, w których:
- w stanie stałym w podwyższonej temperaturze występuje jedna struktura jednofazową, natomiast w niskiej struktura dwufazową,
- przy niezbyt dużej szybkości chłodzenia można uzyskać roztwór przesycony,
- w których dodatek stopowy częściowo rozpuszcza się w osnowie,
- w wysokich temperaturach tworzy z osnową roztwór stały graniczny,
- przy obniżaniu temperatury wykazuje małą rozpuszczalność graniczną.

Utwardzanie wydzieleniowe jest najefektywniejsze, gdy zmniejszenie rozpuszczalności dodatku stopowego zachodzi w wysokiej temperaturze tuż poniżej maksimum rozpuszczalności i prowadzi do wydzielenia fazy wtórnej. Utwardzanie wydzieleniowe jest bardzo efektywne, niestety w praktyce można go stosować w stosunku do nielicznych stopów. Do najważniejszych stopów technicznych umacnianych wydzieleniowo należą przede wszystkim stopy aluminium. Umacnianiu tego typu poddawane są także stopy na osnowie innych pierwiastków np. miedzi (brązy berylowe), magnezu i tytanu.

## Etapy procesu
Pierwszym krokiem jest wytworzenie roztworu, stop jest nagrzewany do temperatury powyżej linii rozpuszczalności i wygrzewany w celu rozpuszczenia stabilnych równowagowych cząstek faz oraz ujednorodnienia składu chemicznego roztworu. Czas, w którym dochodzi do wytworzenia jednorodnego roztworu ściśle zależy od rodzaju stopu oraz rozmiar i rozkład cząstek faz między metalicznych utworzonych z pierwiastków stopowych. Sam proces umacniania wydzieleniowego składa się natomiast z dwóch etapów: przesycania oraz starzenia.
- Przesycanie jest pod wieloma względami krytycznym oraz kluczowym etapem obróbki cieplnej, prowadzącej do umocnienia wydzieleniowego. Po etapie wygrzewania i rozpuszczania pierwiastków stopowych i uzyskaniu jednorodnego roztworu, stop jest chłodzony zazwyczaj do temperatury pokojowej, z szybkością zapewniającą zatrzymanie atomów w roztworze oraz uzyskanie podwyższonego stężenia wakancji. Im szybsze chłodzenie podczas przesycania, tym wytrzymałość na rozciąganie stopów po starzeniu jest większa, ponadto poprawie ulega odporność korozyjna oraz odporność na pękanie naprężeniowe. Środkiem chłodzącym, który pozwala uzyskać odpowiednie szybkości chłodzenia nawet w elementach o dużych przekrojach jest zimna woda. Takie chłodzenie często wprowadza naprężenia wewnętrzne, co powoduje zniekształcenie elementów płaskich. W celu ich usunięcia często stosuje się odkształcenie plastyczne. Innym rodzajem ośrodka chłodzącego dla niektórych stopów może być gorąca woda lub nawet powietrze, zachowują przy tym wystarczającą podatność do umocnienia wydzieleniowego. Przy szybkim schłodzeniu otrzymuje się przesycony roztwór stały, w stanie metastabilnym. Otrzymana struktura jest na ogół nietrwała, gdyż składnik stopowy znajdujący się w roztworze w nadmiernej ilości wykazuje tendencję do wydzielenia się. Przesycanie w niewielkim stopniu podwyższa właściwości mechaniczne stopów i w zasadzie poprzedza proces starzenia.

- Starzenie jest końcowym etapem obróbki cieplnej stopów metali uprzednio przesyconych, który wyznacza własności mechaniczne stopów umacnianych wydzieleniowo. Niektóre stopy ulegają starzeniu w temperaturze pokojowej, taki proces jest nazywany starzeniem naturalnym. Większość stopów wymaga wygrzewania w podwyższonej temperaturze, w zakresie 100-200 °C, przez określony czas, jest to proces starzenia sztucznego. Przykładowo stop aluminium 2024 stosowanych w konstrukcjach lotniczych stosuje się po starzeniu naturalnym, umacnia się w ciągu jednego dnia, po czym jego twardość pozostaje na stałym poziomie. Stopy aluminium serii 6000 wykorzystywane na elementy karoserii samochodowych starzeją się bardzo wolno, dlatego stosuje się je po starzeniu sztucznym, kiedy ich własności mechaniczne są już ustabilizowane. Zmiany mikrostruktury wywołane starzeniem sztucznym różnią się zasadniczo od zmian spowodowanych starzeniem naturalnym. Mają one decydujący wpływ na własności mechaniczne. Proces starzenia może skutkować niemal dwukrotnym zwiększeniem wytrzymałości, przy mniejszej, ale wciąż stosunkowo dużej, ciągliwości. Dobre starzenie wymaga czasu i zachowania odpowiedniej temperatury procesu[4].

## Mechanizm zjawiska
Przesycony roztwór stały α, powoli chłodzony np. do temperatury otoczenia, podlega przemianie wydzielania składnika przesycającego w postaci stosunkowo dużych ziaren fazy, skupionych głównie na granicach ziarn fazy α. Ten sam stop szybko ochłodzony do temperatury otoczenia ma budowę jednofazową przesyconego roztworu stałego α, ponieważ składnik przesycający nie zdąży się wydzielić. Przesycenie roztworu nadaje mu niewielką wytrzymałość i twardość, ale znaczną ciągliwość. Uprzywilejowanym miejscem zarodkowania wydzieleń są defekty struktury krystalicznej, jak dyslokacyjne granice bloków, pętle dyslokacji, granice ziaren. Duże stężenie wakansów w stopie przesyconym ułatwia dyfuzyjne tworzenie się wydzieleń.
Hamowanie poślizgów dyslokacji przez oddziaływanie pól naprężeń zlokalizowanych wydzieleń jest złożone. Prawdopodobnie polega na równoczesnym działaniu kilku mechanizmów. Dla umocnienia wydzieleniowego typowy jest zakres średniej odległości między źródłami pól naprężeń. Występuje przy tym oddziaływanie dyslokacji i odkształcalnych wydzieleń:
- dalekiego zasięgu, jeżeli dyslokacja znajduje się od wydzielenia w odległości i rzędu między wydzieleniami. Zostało opracowane przez Motta i Nabarro, i dane zależnością: {\displaystyle \tau =2G\epsilon C}
- bliskiego zasięgu, jeżeli dyslokacja znajduje się bezpośrednio przy wydzieleniu. Opracowane przez Kelly'ego i Fine'a prawdopodobnie jest efektywniejszym czynnikiem umocnienia. Poruszająca się dyslokacja napotykając na drodze poślizgu wydzielenie, dzięki jego odkształcalności pokonuje je przez tzw. przepełzanie. Naprężenie uruchomienia poślizgu dyslokacji dane jest zależnością: {\displaystyle \tau =\left({\frac {\gamma \cdot C_{1}}{2b}}\right)} gdzie {\displaystyle C_{1}} jest udziałem objętościowym wydzieleń w stopie. W umocnieniu wydzieleniowym pewien udział ma również umocnienie roztworowe, związane z obecnością w roztworze atomów obcych.